# San Pedro, Santa Bárbara
San Pedro är en ort i Mexiko.   Den ligger i kommunen Santa Bárbara och delstaten Chihuahua, i den centrala delen av landet, 1 100 km nordväst om huvudstaden Mexico City. San Pedro ligger 1 801 meter över havet och antalet invånare är 165.
Terrängen runt San Pedro är kuperad norrut, men söderut är den platt. Runt San Pedro är det mycket glesbefolkat, med 3 invånare per kvadratkilometer. Närmaste större samhälle är Hidalgo del Parral, 10,8 km öster om San Pedro. Omgivningarna runt San Pedro är i huvudsak ett öppet busklandskap.